# NGC 5841
NGC 5841 (również NGC 5848 lub PGC 53941) – galaktyka soczewkowata (S0+ pec), znajdująca się w gwiazdozbiorze Panny.
Odkrył ją Heinrich Louis d’Arrest 6 maja 1862 roku. 12 kwietnia 1864 roku obserwował ją Albert Marth. Pozycje galaktyki podane przez obu astronomów różniły się (pozycja Martha ma błąd rektascensji wielkości jednej minuty) i w rezultacie John Dreyer skatalogował ją w swoim New General Catalogue jako dwa różne obiekty: NGC 5848 (obserwacja d’Arresta) i NGC 5841 (obserwacja Martha).